# Transit O-3
Transit O-3 – amerykański wojskowy satelita nawigacyjny; trzeci statek Transit serii operacyjnej. Z powodu usterki pracował tylko kilka tygodni. Wyniesiony razem z satelitą SECOR 2.

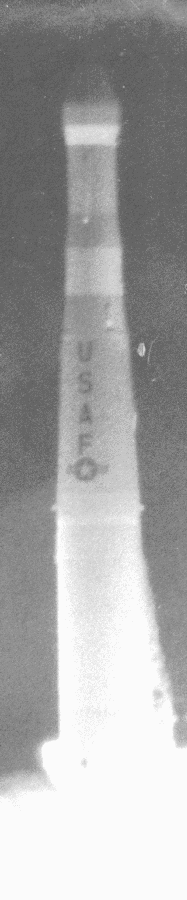
Start Transita O-3 i SECOR 2 rakietą Thor Able Star

Stanowił część systemu nawigacji dla okrętów podwodnych US Navy przenoszących pociski balistyczne typu UGM-27 Polaris. Zbudowany przez Naval Avionics Facility.